# Stadio Fiscal di Talca
Lo Stadio Fiscal di Talca (in spagnolo Estadio Fiscal de Talca) è uno stadio calcistico di Talca, in Cile, della capienza di 16 000 spettatori. Fu costruito nel 1937, per poi subire una totale ristrutturazione nel 2011.
È utilizzato prevalentemente dalla squadra locale, il Rangers de Talca.
È uno dei tre stadi dove si è disputato il campionato sudamericano Under-20 del 2019.